# Ralf Dahrendorf
Ralf Dahrendorf KBR FBA (Hamburg, 1929 - Colònia, 2009) fou un sociòleg, filòsof, politòleg i professor universitari alemany, nacionalitzat britànic, que pertany al corrent sociològic dels anomenats teòrics del conflicte.

## Biografia
Va néixer l'1 de maig de 1929 a la ciutat d'Hamburg. Va estudiar filosofia, filologia clàssica i sociologia a la Universitat d'Hamburg entre 1947 i 1952, aconseguint aquest últim any el seu doctorat en filosofia. Posteriorment, amplià els seus estudis a la London School of Economics.
L'any 1957 va esdevindre professor de sociologia a la Universitat d'Hamburg, el 1960 es traslladà fins a la Universitat de Tübingen i el 1966 a la Universitat de Constança, càrrec que deixà el 1969. Entre 1974 i 1984 fou director de la London School of Economics, el 1984 retornà a Alemanya, d'on fou nomenat professor de ciències socials a la Universitat de Constanza. El 1986 s'instal·là al Regne Unit, esdevenint entre 1987 i 1997 degà del St. Anthony's College de la Universitat d'Oxford.
L'any 1988 li fou concecida la nacionalitat britànica i el 1993 li fou atorgat el títol personal de Baró Dahrendorf per la reina Elisabet II del Regne Unit. Va ser membre de la Cambra dels Lords britànica.
El 2007 li fou concedit el Premi Príncep d'Astúries de Ciències Socials per la seva contribució a les Ciències Socials i la seva preocupació per una Europa basada en les societats obertes i cosmopolites, on es defineixi els drets i llibertats dins un nou ordre internacional.
Morí el 17 de juny de 2009 a Colònia (Alemanya) després de patir un càncer.

## Carrera política
Entre 1969 i 1979 fou membre del Bundestag alemany pel Partit Democràtic Lliure (Freie Demokratische Partei, FDP), sent nomenat Secretari d'Estat al Ministeri d'Afers Exteriors Alemany.
El 1970 fou nomenat membre de la Comissió Malfatti, exercint el càrrec de Comissari Europeu de Comerç, càrrec que també ocupà durant la Comissió Mansholt, fins al 1973. En la formació de la Comissió Ortoli fou nomenat Comissari Europeu d'Educació i Comissari de Ciència i Recerca. Abandonà la política europea el 1977.

## Carrera sociològica
A partir de l'estudi de les classes socials descrites per Karl Marx els estudis de Dahrendorf promouen la creació de societats obertes i universalistes amb drets humans i civils per a tota la humanitat.
Interessat en les teories de la societat i els factors del conflicte, dona suport al fet que la tendència al conflicte és innata en el sistema: l'aparició de grups amb poder i sense generar diversos interessos i, per tant, és el generador dels conflictes. El "poder" és per a Dahrendorf allò que determina l'estructura social de la població. Les normes, mantingudes pel "poder", defineixen els criteris de la desestabilització social, que no són res més que les coses (valors, estatus, ambicions...) desitjades per la col·lectivitat. Això contribueix a establir un ordre jeràrquic d'estats socials. Per a Dahrendorf el concepte d'"autoritat" també és un dels responsables dels desequilibris socials.
Per a poder realitzar la mobilització i protesta social, Dahrendorf enumera quatre requisits bàsics:
- requisit tècnic: un fundador, una ideologia o un estatut;
- requisit polític: el liberalisme, a excepció del totalitarisme, afavoreix la protesta;
- requisit social: la concentració geogràfica dels membres del grup i la seva facilitat de comunicació;
- requisit psicològic: els interessos de defensar han de ser reals.

El conflicte apareixerà, finalment, entre aquell que dona ordres i aquell que les rep.